# Someone You Loved
"Someone You Loved" é uma canção gravada pelo cantor britânico Lewis Capaldi. Seu lançamento ocorreu em 8 de novembro de 2018, por intermédio da Vertigo Records e Universal Records como terceiro single de seu extended play (EP), Breach (2018), e posteriormente de seu primeiro álbum de estúdio, Divinely Uninspired to a Hellish Extent. A canção foi escrita por Capaldi, Samuel Romans, Thomas Barnes, Peter Kelleher e Benjamin Kohn.
"Someone You Loved" atingiu êxito comercial em diversos países, alcançando a primeira posição da parada britânica UK Singles Chart, sendo o primeiro trabalho de Capaldi a permanecer por sete semanas consecutivas no topo da tabela musical. Além disso, atingiu a primeira posição da Irlanda, Estados Unidos, Canadá, Escócia, Malásia e República Tcheca. Como reconhecimento, foi nomeada ao Grammy Awards de 2020 na categoria de Canção do Ano.

## Desempenho comercial
"Someone You Loved" atingiu o topo da UK Singles Chart e permaneceu por sete semanas consecutivas. Tornou-se, ainda, a primeira entrada de Capaldi na Billboard Hot 100 dos Estados Unidos, estreando na 28.ª posição, em 25 de maio de 2019, e atingindo o topo, em 2 de novembro de 2019. O feito foi realizado após 24 semanas presentes na tabela musical, sendo uma das maiores subidas da tabela. Após três semanas não consecutivas, perdeu o lugar para Circles, de Post Malone.
Na Irlanda, acumulou 26,8 milhões de reproduções nas plataformas digitais em 2019. A canção foi, ademais, a mais vendida do país no ano em questão.